# Терентьев, Николай Терентьевич
Николай Терентьевич Терентьев (17 апреля 1925, деревня Кошноруй, Чувашская автономная область — 11 апреля 2014) — чувашский драматург, переводчик и сценарист, актёр. Народный писатель Чувашской АССР (1980). Заслуженный деятель искусств Чувашской АССР (1968). Заслуженный работник культуры РСФСР (1976). Лауреат Государственной премии Чувашской АССР им. К. В. Иванова (1970).

## Биография
Родился в деревне дер. Кошноруй Чувашской автономной области. Окончил Чурачикскую среднюю школу, Чувашский государственный педагогический университет имени И. Я. Яковлева.
Долгие годы работал актёром и заведующим литературной частью Чувашского академического театра имени К. В. Иванова.
Николай Терентьевич Терентьев родился 17 апреля 1925, д. Кошноруй (ныне Канашского района) — актёр, драматург, переводчик, член Союза писателей СССР. Окончил ГИТИС им. А. В. Луначарского, Чувашский государственный педагогический институт, там же аспирантуру Высшие литературные курсы при Союзе писателей СССР. Работал в Чувашском государственном академическом драматическом театре актёром, зав. литератур. частью. Сыграл ряд ролей драматического плана: Сентиер («Айтар» П. Н. Осипова), Ахмар («Эндип» В. Т. Ржанова), Ваня Земнухов [«Çамрăк гварди» (Молодая гвардия) А. Н. Фадеева].
Пьесам Т. характерен оптимистический настрой, динамичность действия; в них чаще всего присутствует романтика, к-рая проявляется прежде всего в изображении внутреннего мира героя, особой шири и щедрости его души. Терентьев сделал новый шаг в раскрытии духовного облика человека, в осмыслении нравственно-философских проблем в чувашской драматургии.
К раннему периоду драматургического творчества Терентьева (1950-е гг.) относятся пьесы, адресованные молодёжной аудитории. С первой же поставленной в ЧГАДТ в 1957 пьесы Терентьева. [«Арканнă юрату» (др. название «Çунатлисем те çĕр çинчех») (Летать начинают с земли, 1956)] на сцене предстают молодые герои — активные, порывистые, целеустремлённые, честные, бескомпромиссные, способные на большое чувство. В большинстве своём это люди труда, близкие к земле, представители рабочего класса, интеллигенции — современники драматурга. Ведущая роль принадлежит типу положительного романтического героя; особо удачны женские образы. В этот период созданы пьесы «Ĕлĕкрен туслисем» (Давние друзья, 1954), «Йăнăш утăм» (Неверный шаг, 1956), «Архип Кузьмич» (1958).
В 1960-1970-е гг. драматург в основном остался верен теме современности; его продолжала волновать морально-этическая проблематика. Теме Великой Отечественной войны, осмыслению категорий жизни и смерти, добра и зла, ценности каждого человека посвящена героико-романтическая трагедия «Куккук çаплах авăтать» (Кукушка всё кукует, 1960). Представив внутренний мир отдельных героев, драматург раскрыл природу совершённого народом исторического подвига. В этот период в театрах поставлены красивая и грустная история «Кĕмĕл пĕлĕтсем» (Серебристые облака, 1973), романтическая пьеса-репортаж «Тин çеç çуралнисем» (Новорождённые, 1976), пьеса «Çынпа çын пĕр мар…» (Разные бывают люди…, 1977). Созданы трагедия-легенда «Çĕрпе хĕр» (Земля и девушка, 1972) о доле чувашей, участвовавших в пугачёвском восстании, драмы «Хумсем çырана çапаççĕ» (Волны бьют о берег, 1969) о деятельности чуваш. просветителя И. Я. Яковлева и о семье Ульяновых, «Çиçĕм хыççăн аслати» (После молнии — гром, 1978) о событиях после октября 1917. В последующий период созданы такие остропроблемные произведения, как пьеса «Атăл куçĕ (Манаймастăп сана)» (Гла¬за Волги, 1980), трагикомедия «Пушар лаши» (Пожарная лошадь, 1985) и др.
Творчество Терентьева занимает важное место в истории чувашского театрального искусства и драматургии, критика отмечала успехи в использовании неожиданных смешных положений и казусов, привнесение в комедийный стиль новых находок. Велика его роль в расширении жанрового диапазона национал. драматургии. Терентьев написал свыше 40 пьес и сценариев. Все многоактные пьесы поставлены в театрах республики. На рус. языке его произведения ставились в театрах Чебоксар, Ульяновска, Ворошиловграда, Брянска, Барнаула и др. городов. Пьеса «Сан¬сăр пурнăç çук» [Сибирская дивизия (Верность), 1971] прошла на сценах более 10 театров страны. Некоторые пьесы переведены на языки народов СССР — украин., эстон., башкир., черкес., мордов. и др. и поставлены национал. театрами этих республик. Записи ряда спектаклей транслировались по Центральному телевидению. Автор переводов на чуваш. язык произведений А. Н. Островского, А. Н. Арбузова, А. В. Софронова, С. Я. Маршака и др.
Произведения Т. изданы в книгах «После молнии…» (М., 1981), «Колокола души» (М., 1987), «Суйласа илнисем. 1 том» (Ч., 1994) и др.

## Награды и звания
- Заслуженный деятель искусств Чувашской АССР (1968),
- Заслуженный работник культуры РСФСР (1976),
- Народный писатель Чувашской АССР (1980).
- Государственная премия Чувашской АССР им. К. В. Иванова (1970)